# 謝里卡利·布列克舍夫
谢里卡利·阿曼加利耶维奇·布列克舍夫（1972年10月14日—），是一位哈薩克斯坦政治人物。他曾經在2020年3月5日至2021年9月10日期間擔任該國生態、地質和自然資源部副部長，並自2021年9月10日起升任至生態、地質和自然資源部部長。

## 早年生活和教育
布列克舍夫於1972年10月14日在蘇聯哈薩克蘇維埃社會主義共和國（現哈薩克斯坦）巴甫洛達爾州巴甫洛達爾出生，大學時期於阿克套理工學院（現裏海國立科技和工程大學）修讀油氣田開發與運營學系並在1995年順利畢業。

## 仕途
布列克舍夫於1995年擔任合資企業「哈薩克-俄羅斯貿易公司」（Казахстанско-Российский торговый дом）副總經理和經濟師，兩年後短暫出任曼格斯套州阿克套市稅務局督察員後便在同年轉任曼格斯套石油天然氣公司下屬某分公司第八部屬工程師，負責材料與技術支援和銷售「不含石油」（Мұнайгермес）品牌產品。1998年至2006年期間，他進入封閉式股份公司「卡拉庫杜克石油」（Каракудукмунай）先後從事石油生產領班、運營工程師以及油田經理等工作。
2007年，布列克舍夫加入中央政府能源和礦物資源部擔任石油工業發展司石油生產監察處處長，兩年後改任天然氣工業發展司副司長，其後又於2010年晉升為石油和天然氣部天然氣工業發展司司長。2014年，他出任 BNG 有限責任合夥公司副總經理，隨後在2015年至2020年3月時則轉往哈薩克天然氣運輸公司（KazTransGas）先後從事技術政策部主任、GTS 管理部董事總經理、技術政策部董事總經理、生產與技術部主任以及技術政策部副總經理等多個職位。
2020年3月5日，布列克舍夫獲中央政府提名擔任哈薩克斯坦生態、地質和自然資源部副部長。後來該國第二任總統卡瑟姆若馬爾特·托卡耶夫於翌年9月10日簽署第657號總統令，擢升布雷克舍夫為生態、地質和自然資源部部長。他在就任後表示自己將會率領整個部門努力依照總統的環境政策工作，包括有效實施新環境法、制定低碳發展理念、增加森林儲備面積以及進一步發展水資源管理系統和漁業領域。

## 榮譽
布列克舍夫曾經獲得由哈薩克斯坦總統與石油和天然氣部頒發的榮譽證書以及由哈薩克斯坦總理簽發的感謝信，並於2019年5月29日榮獲「為歐亞經濟聯盟發展作出貢獻」（За вклад в создание Евразийского экономического союза）獎章。